# Geschäft ist Geschäft
Geschäft ist Geschäft – Gastparts Teil 1 ist ein Album des Rappers Frauenarzt. Es erschien am 27. Oktober 2006 über das Label Mehr Kohle Records. Soulfood Music Distribution GmbH übernahm den Vertrieb der Veröffentlichung. Das Album enthält eine Zusammenstellung von Kollaborationen mit befreundeten Hip-Hop-Musikern, die Frauenarzt in den vorangegangenen beiden Jahren mit aufgenommen hatte. Geschäft ist Geschäft wurde 2007 zunächst auf Liste B der jugendgefährdenden Medien indiziert und 2009 bundesweit beschlagnahmt. Ende 2009 wurde Frauenarzt wegen Gewaltdarstellung und Verbreitung gewaltpornographischer Schriften in Bezug auf die Texte des Albums zu einer Geldstrafe verurteilt.

## Hintergrund
Geschäft ist Geschäft war das bereits vierte Album, das Frauenarzt 2006 veröffentlicht hat. Zuvor waren eine Neuauflage von Krieg mit uns mit DJ Korx, das gemeinsame Album mit King Orgasmus One Porno Mafia sowie das Best-Of-Album Brennt den Club ab – Seine größten Hits erschienen. Auf Geschäft ist Geschäft werden Lieder zusammengefasst, die in den Jahren 2005 und 2006 für die Alben befreundeter Rapper entstanden waren. Frauenarzt war bei der Auswahl der Titel die Aktualität wichtig, sodass er auf ältere Stücke verzichtet hat. Dadurch, dass er besonders häufig Gastbeiträge für andere Alben aufnimmt, entstand die Idee zu dem Sampler: „Ich mag es einfach mit verschiedenen Leuten zusammen zu arbeiten. Ich bin ein Arbeitstier. Je mehr man mit anderen Künstlern macht desto mehr lernt man auch dazu, und man kann immer irgendwas dazulernen.“ Geschäft ist Geschäft richte sich an seine Fans, die nicht jedes Album, auf dem er beteiligt ist, kaufen können.

## Titelliste
| #  | Titel                   | Kollaborationspartner                      | Laufzeit | Ursprünglich erschienen auf               |
| -- | ----------------------- | ------------------------------------------ | -------- | ----------------------------------------- |
| 1  | Intro – Vereint         | Aci Krank und Boxxxstar                    | 4:24     |                                           |
| 2  | Die Blöcke der Stadt    | Kitty Kat, MC Bogy und Colos               | 4:01     |                                           |
| 3  | Nutte Nutte Nutte       | MOK                                        | 2:27     | Bad Boys und Bad Boys 1 – Premium Edition |
| 4  | Das ist mein Name Nutte | Beathoavenz                                | 3:20     | Der Neue Standard                         |
| 5  | Du glaubst du bist was  | Aci Krank                                  | 3:06     | Untergrund Klassika                       |
| 6  | Aufstand                | Automatikk                                 | 4:52     | Wir fikken immernoch Alles                |
| 7  | Rotlicht                | King Orgasmus One                          | 3:16     | OrgiAnal Arschgeil                        |
| 8  | Blockrandale            | Tony D                                     | 2:33     | Aggro Ansage Nr. 5 (Labelsampler)         |
| 9  | Vorhang auf 2           | MC Basstard, MC Bogy und Taktlo$$          | 4:16     | Dogma (Gegen die Zeit)                    |
| 10 | Komm her                | 4.9.0. Straßenspieler und Aci Krank        | 5:13     | Untergrund Soldaten – Der Anschlag        |
| 11 | Tanz wie ein Gangster   | Reckless                                   | 4:35     | Reckless & Der Bassklan                   |
| 12 | Respekt                 | Plattenpapzt und Montana Beats             | 3:11     | Auf Chrome – Sampler Nr. 1                |
| 13 | Totentanz               | Blokkmonsta und Uzi                        | 3:00     | Schlachthof                               |
| 14 | Keine Freunde           | VS. Mafia                                  | 3:51     | Jeder VS Jeden                            |
| 15 | Jungs im Viertel        | Fler                                       | 4:29     | Papa ist zurück (Single)                  |
| 16 | Drama im Sommer         | MC Bogy                                    | 3:16     | Geballte Atzen Power                      |
| 17 | Pass auf                | Manny Marc                                 | 3:04     | Doberman Demotape Part 1                  |
| 18 | Fick die Bitch durch    | NCK                                        | 4:12     | Ein neuer Anfang (Everstoned Productionz) |
| 19 | Gruftinutte             | Manny Marc, Reckless und King Orgasmus One | 5:09     | Horror Party                              |
| 20 | Party ab                | Mr. Long und Beathoavenz                   | 3:58     | Der Neue Standard                         |

## Illustration
Das Cover stellt ein Badezimmer dar. Im rechten Teil des Bildes kann man Frauenarzt erkennen. Der Rapper trägt schwarze Kleidung und sitzt auf einer Toilette. Auf dem Schoß des Berliners liegt eine Rolle Klopapier. Neben der Toilette ist eine Duschkabine, in der eine nackte Frau zu erkennen ist.

## Rezeption

### Indizierung und Beschlagnahmung
Geschäft ist Geschäft wurde am 31. Oktober 2007 von der Bundesprüfstelle für jugendgefährdende Medien auf der Liste B indiziert. Die BpjM äußerte sich im Mai 2008 in einer Veröffentlichung zur Begründung: „Es werden äußerst brutale und detaillierte Gewaltdarstellungen in Verbindung mit sexuellen Handlungen präsentiert.“
Im Juni 2009 wurde die bundesweite Beschlagnahmung des Albums Geschäft ist Geschäft von der Bundesprüfstelle für jugendgefährdende Medien bekanntgegeben. Der Beschlagnahmebeschluss vom 3. Februar 2009 verweist als Begründung auf § 131 („Gewaltdarstellung“) und § 184a („Verbreitung gewalt- oder tierpornographischer Schriften“) Strafgesetzbuch.

### Strafrechtliche Folgen
2009 wurde Frauenarzt wegen Gewaltdarstellung und Verbreitung gewaltpornographischer Schriften in Bezug auf die Texte der Alben Geschäft ist Geschäft und Porno Mafia angeklagt. Das Gericht verkündete am 21. Dezember 2009 das Urteil gegen Frauenarzt. Es erkannte den Musiker in allen Anklagepunkten für schuldig und verurteilte ihn zu einer Geldstrafe von 8.400 Euro. In der Verkündung bezeichnete das Gericht die kritisierten Texte als „unglaublich brutal und ekelerregend“, die bewusst provozieren sollen. Frauenarzt hatte im Vorfeld zugegeben, dass er in Texten sadomasochistische Praktiken schildere. Nach der Urteilsverkündung zeigte er kein Verständnis für die deutsche Gesetzgebung: „Man muss sich das mal vorstellen, ich bin jetzt vorbestraft, wegen meiner Musik. Es ist doch traurig, dass man nicht über seine eigenen sexuellen Vorstellungen und Vorlieben rappen darf.“ In einem Interview vom 9. März 2016 gab Frauenarzt an, ihm sei überdies eine fünfjährige Bewährungsfrist auferlegt worden, während der er sich textlich habe zurückhalten müssen.